# Jourhaus
Jourhaus è il nome degli edifici posti all'ingresso dei campi di concentramento di Dachau e di Gusen. Erano sede degli uffici amministrativi e luogo di interrogatori.

## Jourhaus di Dachau

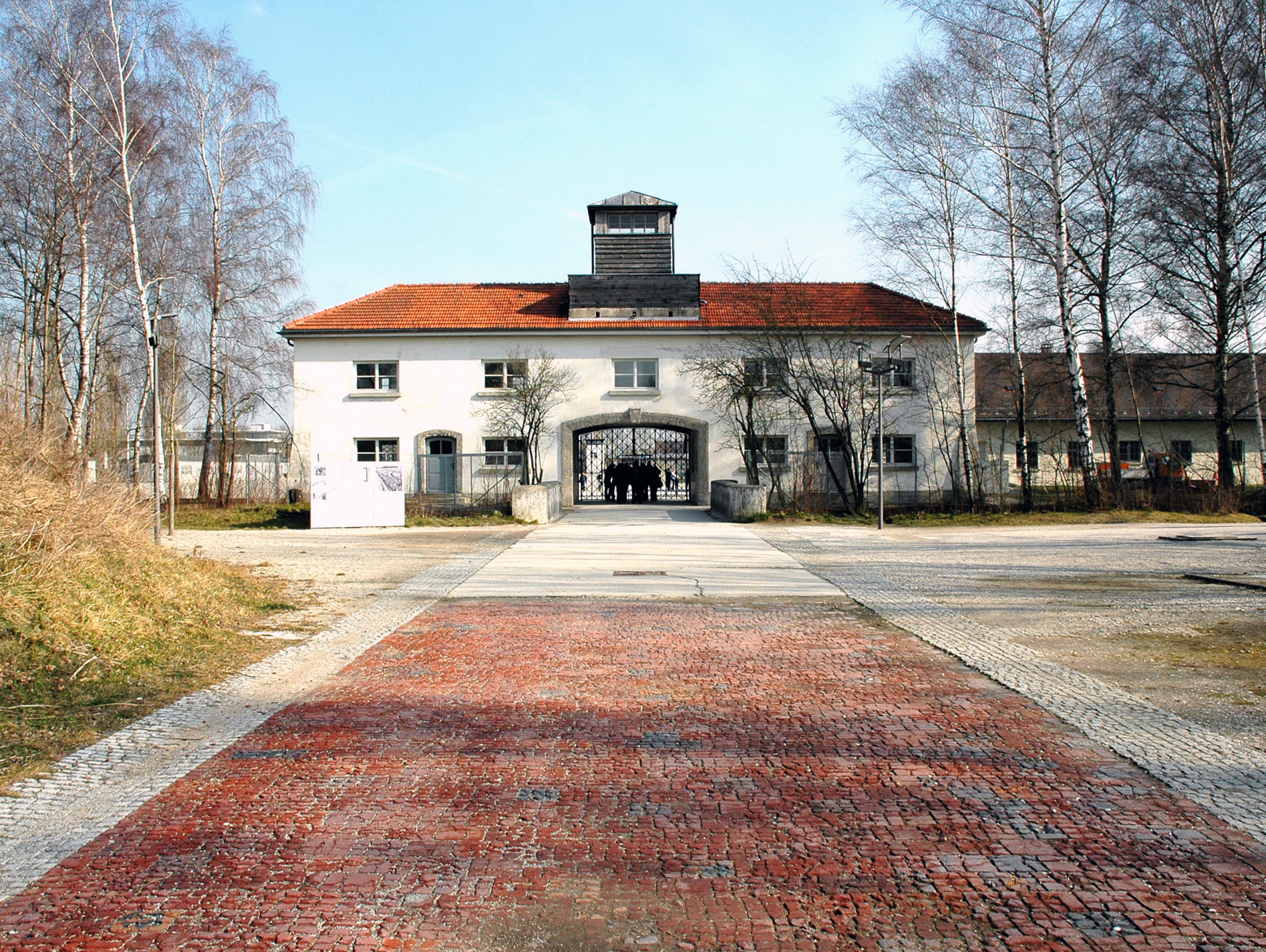
Jourhaus di Dachau.

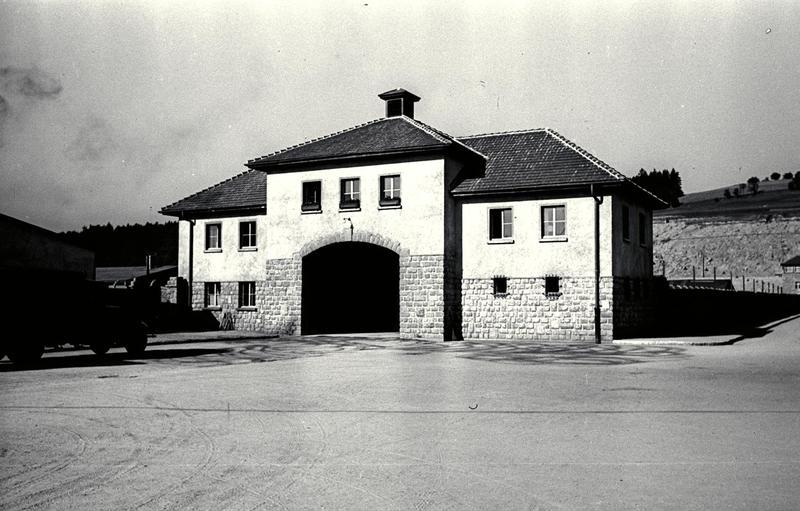
Jourhaus di Gusen

La Jourhaus di Dachau fu costruita nel 1937. Fungeva da entrata e uscita principale del campo e accoglieva gli uffici della Gestapo, l'ufficio del comandante e la stanza per gli interrogatori. Sede del personale delle SS, divideva l'area delle SS da quella dei prigionieri.
Sul grande cancello di ferro le SS apposero il motto Arbeit macht frei (Il lavoro rende liberi), che venne poi ripreso in numerosi altri campi che via via si andavano costruendo. 
Quando il campo di concentramento di Dachau fu liberato il 29 aprile 1945, le truppe statunitensi entrarono nell'area delle SS ed incendiarono la Jourhaus.

## Jourhaus di Gusen
La Jourhaus di Gusen era il centro dell'attività politica delle SS ed ospitava, come quello di Dachau, gli uffici del comandante e gli uffici amministrativi. Il seminterrato della struttura era la prigione del campo, chiamata bunker, dove i prigionieri venivano interrogati e torturati.